# Paradromulia polyploca
Paradromulia polyploca là một loài bướm đêm trong họ Geometridae.